# روك على مدار الساعة (أغنية)
روك على مدار الساعة (بالإنجليزية: Rock Around the Clock)‏ أغنية من موسيقى الروك آند رول كتبها ماكس سي فريدمان وجيمس إي مايرز في عام 1952. تم تسجيل نسختها الأفضل من حيث الأداء وأكثرها نجاحًا بصوت المغني الأمريكي  بيل هالي وفريق «الكوميتس» Bill Haley & His Comets عام 1954 لصالح شركة تسجيلات ديكا. أحتلت الأغنية قمة قوائم الأغاني الفردية بالولايات المتحدة والمملكة المتحدة، كما عادت للظهور في القوائم مرة أخرى في المملكة المتحدة في الستينيات والسبعينيات.
لم تكن أول أغنية لموسيقى الروك أند رول، ولم تكن أول تسجيل ناجح لهذا النوع (حقق بيل هالي نجاحًا في القوائم الأمريكية مع أغنية «مجنون، رجل مجنون Crazy Man, Crazy» في عام 1953، وفي عام 1954، صعد مغني البلوز الأمريكي «بيج جو تيرنر Big Joe Turner» إلى المركز الأول بأغنية «اهتز وجلجل وتدحرج Shake, Rattle and Roll»، ومع كل ذلك أصبحت أغنية بيل هالي «روك على مدار الساعة» هي أنشودة الشباب في الخمسينات وخصوصا مع إدراجها في فيلم عام 1955 «غابة السبورة السوداء Blackboard Jungle»، حيث احتلت قمة قائمة أغاني البوب لمدة شهرين.
تعتبر «روك على مدار الساعة» على نطاق واسع أنها الأغنية التي جلبت موسيقى الروك أند رول إلى الثقافة السائدة في جميع أنحاء العالم أكثر من أي أغنية أخرى. تم تصنيف الأغنية في المرتبة رقم 158 في قائمة مجلة رولينج ستون لأعظم 500 أغنية في كل العصور.
على الرغم من تسجيلها لأول مرة بصوت الفريق الإيطالي الأمريكي «سوني دي وفرسانه Sonny Dae and His Knights» في 20 مارس 1954، لكن كاتب الأغنية جيمس إي مايرز ادعى أن الأغنية كُتبت خصيصًا لهالي ولكن لأسباب كثيرة، لم يتمكن هالي من تسجيلها بنفسه حتى 12 أبريل 1954.
تم اختيار الأغنية في عام 2018، لحفظها في السجل الوطني لتسجيلات مكتبة الكونغرس باعتبارها «مهمًة ثقافيًا أو تاريخيًا أو فنيًا».

## طاقم العزف والتسجيل
- بيل هالي: غناء وجيتار إيقاع

- مارشال ليتل: جيتار باس مزدوج

- فراني بيتشر: جيتار

- بيلي ويليامسون: جيتار فولاذي

- جوني غراندي: بيانو

- بيلي غوساك: طبول (موسيقي يعزف لجلسة الاستوديو فقط)

- داني سيدرون: جيتار كهربائي

- جوي أمبروز: (المعروف باسم جوي دامبروسيو) ساكسفون تينور[10]

## كلمات الأغنية
واحد، اثنان، الساعة الثالثة، روك الساعة الرابعة One, Two, Three O'clock, Four O'clock rock
الخامسة، السادسة، الساعة السابعة، روك الساعة الثامنة Five, Six, Seven O'clock, Eight O'clock rock
تسعة، عشرة، الساعة الحادية عشر، روك الساعة الثانية عشر Nine, Ten, Eleven O'clock, Twelve O'clock rock
سنرقص على مدار الساعة الليلة We're gonna rock around the clock tonight
ضع ملابسك الجميلة وانضم إليّ ياحلوتي Put your glad rags on and join me hon'
سنستمتع ببعض المرح عندما تدق الساعة الواحدة We'll have some fun when the clock strikes one
سنرقص على مدار الساعة الليلة We're gonna rock around the clock tonight
سنرقص روك، روك، حتى وضح النهار We're gonna rock, rock, rock, 'till broad daylight
سنرقص على مدار الساعة الليلة We're gonna rock around the clock tonight
عندما تدق الساعة الثانية والثالثة والرابعة When the clock strikes two, three and four
إذا تباطأت الفرقة سنصرخ للمزيد If the band slows down we'll yell for more
سنرقص على مدار الساعة الليلة We're gonna rock around the clock tonight
سنرقص روك، روك، حتى وضح النهار We're gonna rock, rock, rock, 'till broad daylight
سنرقص على مدار الساعة الليلة We're gonna rock around the clock tonight
عندما ترن الأجراس خمسة وستة وسبعة When the chimes ring five, six, and seven
سنكون حقيقة في السماء السابعة We'll be right in seventh heaven
سنرقص على مدار الساعة الليلة We're gonna rock around the clock tonight
سنرقص روك، روك، حتى وضح النهار We're gonna rock, rock, rock, 'till broad daylight
سنرقص على مدار الساعة الليلة We're gonna rock around the clock tonight
عندما تكون ثمانية، تسعة، عشرة، أحد عشر أيضًا When it's eight, nine, ten, eleven too
سأكون قوي وكذلك أنت I'll be goin' strong and so will you
سنرقص على مدار الساعة الليلة We're gonna rock around the clock tonight
سنرقص روك، روك، حتى وضح النهار We're gonna rock, rock, rock, 'till broad daylight
سنرقص على مدار الساعة الليلة We're gonna rock around the clock tonight
عندما تدق الساعة الثانية عشرة سنهدأ بعد ذلك When the clock strikes twelve we'll cool off then
ابدأ موسيقى الروك على مدار الساعة مرة أخرى Start rockin' 'round the clock again
سنرقص على مدار الساعة الليلة We're gonna rock around the clock tonight
سنرقص روك، روك، حتى وضح النهار We're gonna rock, rock, rock, 'till broad daylight
سنرقص على مدار الساعة الليلة We're gonna rock around the clock tonight

## وصلات خارجية
https://www.youtube.com/watch?v=2-DGc6cBobs روك على مدار الساعة (أغنية)
https://www.songfacts.com/facts/bill-haley/rock-around-the-clock روك على مدار الساعة (أغنية)